# Incatrechus
Incatrechus is een geslacht van kevers uit de familie van de loopkevers (Carabidae). De wetenschappelijke naam van het geslacht is voor het eerst geldig gepubliceerd in 1982 door Mateu.

## Soorten
Het geslacht Incatrechus omvat de volgende soorten:
- Incatrechus lagunensis Mateu & M.Etonti, 2006
- Incatrechus pilosus Mateu & Belles, 1982
- Incatrechus rattii M.Etonti & Mateu, 2000
- Incatrechus tenuis M.Etonti & Mateu, 2002